# غي بونيت
غي بونيت (بالفرنسية: Guy Bonnet )‏ (و. 1945 – م) هو مغني، وملحن، من فرنسا، ولد في أفينيون، شارك في مسابقة الأغنية الأوروبية 1983.

## جوائز
حصل على جوائز منها:
- Prix Raoul-Breton  [لغات أخرى]‏.

## وصلات خارجية
- غي بونيت على موقع IMDb (الإنجليزية)
- غي بونيت على موقع ألو سيني (الفرنسية)
- غي بونيت على موقع ميوزك برينز (الإنجليزية)
- غي بونيت على موقع أول ميوزيك (الإنجليزية)
- غي بونيت على موقع ديسكوغز (الإنجليزية)
- غي بونيت على موقع قاعدة بيانات الفيلم (الإنجليزية)